# Pachycordyle kubotai
Pachycordyle kubotai is een hydroïdpoliep uit de familie Bougainvilliidae. De poliep komt uit het geslacht Pachycordyle. Pachycordyle kubotai werd in 2000 voor het eerst wetenschappelijk beschreven door Stepanjants, Timoshkin, Anokhin & Napara. 